# السلحوبية
السلحوبية منطقة عراقية في شمال قضاء السلمان، بمحافظة المثنى بصحراء الحجرة بالبادية العراقية، جنوب العراق، في الجانب الأيسر من الطريق الرابط مدينة السماوة شمالاً بمدينة السلمان جنوباً، فيها بئر سُمْكه 81 متراً، وفيها محطة مراعي السلحوبية مساحتها 2336 دونماً عراقياً، وفيها مركز مكافحة التصحر تابع لوزارة الزراعة، وكان فيها مخزن فرعي للعلف منذ أوائل السبعينات.
ابن سلحوب اسمُ رجلٍ من شيوخ البادية، تُنسب إليه السلحوبية.

## قلعة السلحوبية
يتفرع من طريق السماوة إلى السلمان طريق ترابي إلى جنوب الشرق يقطع منه السائر 10 كيلومترات ليصل إلى آثار قلعة السلحوبية التي عُثر فيها صدفةً على مقبرة جماعية لأهالي منطقة كلار، قيل إنهم دُفنوا فيها سنة 1988 في عهد حكم حزب البعث.